# Burg Sōma-Nakamura
Die Burg Sōma-Nakamura (japanisch (相馬)中村城, (Sōma-)Nakamura-jō) befindet sich in der Stadt Sōma im Norden  der Präfektur Fukushima. In der Edo-Zeit residierten dort durchgehend die Sōma als Tozama-Daimyō.

## Geschichte
Der Vorfahre der Sōma, der zweite Sohn des Chiba Tsunetane (千葉 常胤; 1118–1201), Sōma Morotsune (相馬 師常; 1139–1205), war in den Kämpfen um Hirazumi  erfolgreich und erhielt den Landkreis Namekata (行方郡, -gun). Nachkomme in der sechsten Generation war Sōma Shigetane (相馬 重胤), der im Jahr 1326 in Odaka (小高) ein festes Haus errichtete, das später zu einer Burg ausgebaut wurde.
Im Jahr 1611 entschloss sich Sōma Toshidake (相馬 利胤; 1581–1625)  Odaka verlassen und in der Nähe in Nakamura eine neue Burg dort zu bauen, wo früher schon einmal eine Burg gestanden hatte. Mit Hilfe der von der Burg Odaka mitgenommenen Bauteile konnte er einen wesentlichen Teil der neuen Burg gestalten. Die Sōma bleiben dann die ganze Edo-Zeit die Burgherren.

## Die Anlage

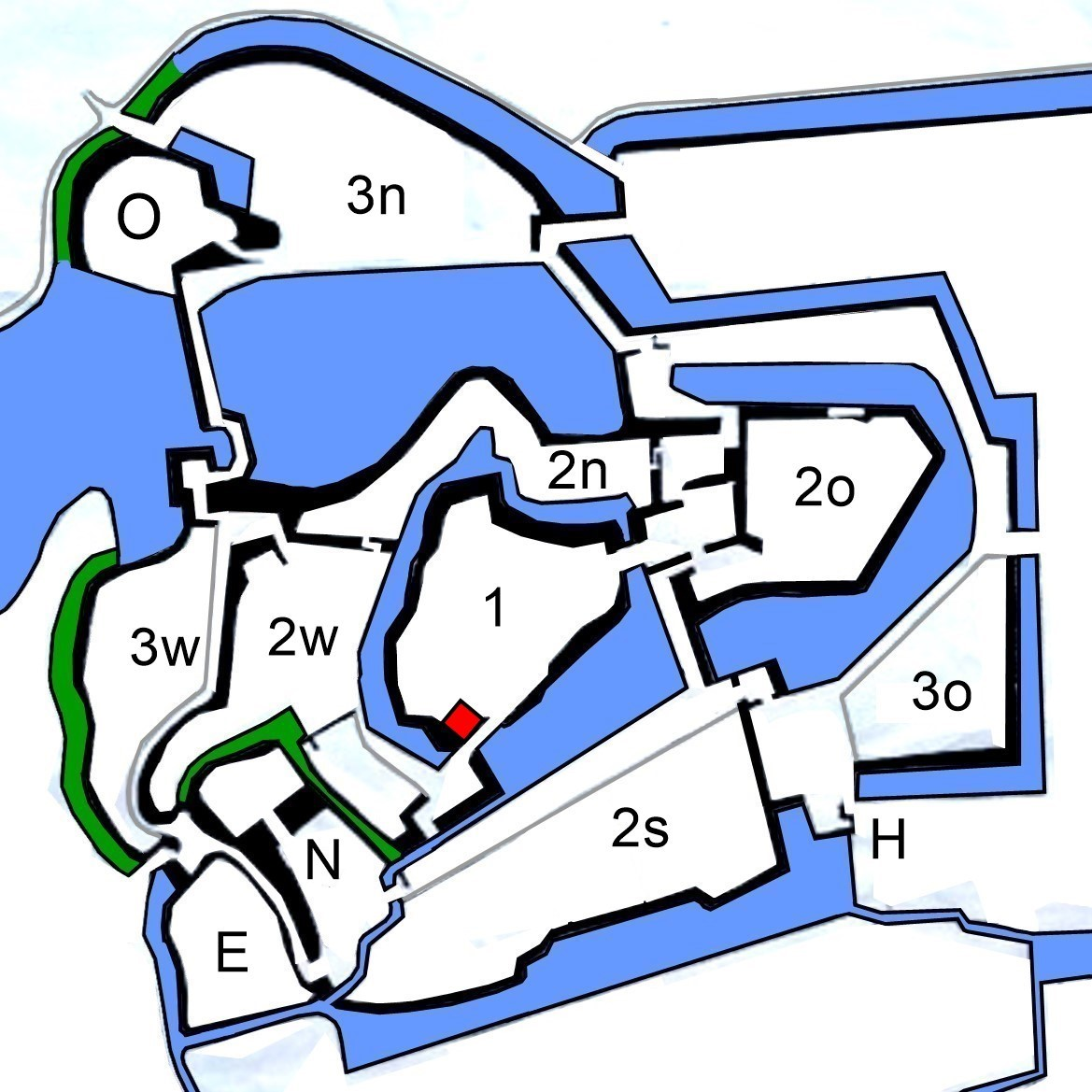

Der zentrale Bereich der Burg, das Hommaru (本丸), wurde auf einem Hügel angelegt, der sich über der dortigen Ebene zwischen den Flüssen Koizumigawa (小泉川) und Udagawa (宇多川) erhebt. In der Südwestecke stand der dreistöckiger Burgturm (天守, tenshu, rot markiert), der aber 1670 durch einen Blitzeinschlag verloren ging. Er wurde nicht wieder aufgebaut.
Um den zentralen Bereich herum wurde der zweite Bereich, das Ni-no-maru (二ノ丸), angelegt, der sich in einen nördlichen, östlichen, südlichen und westlichen Teil gegliedert war (北二ノ丸, 2n;  東二の丸, 2o; 南二ノ丸, 2s; 西二の丸, 2w). Der dritte Bereich, da San-no-maru (三ノ丸), wurde wiederum ringförmig um den zweiten Bereich angelegt und war ebenfalls vierfach gegliedert (北三ノ丸, 3n; 東三の丸, 3o; 南三ノ丸, 3s; 西三の丸, 3w).
Im Südosten gab es – und gibt es – einen eigenen Bereich [N] für den Nakamura-Schrein (中村神社, Nakamura-jinja), in dem die Sōma verehrt wurden und werden. Dort wurde ein Vorbereich mit der Bezeichnung Enzō-kuruwa (円蔵曲輪; E) angelegt. Im Nordosten gab es geschützt den Okada-kan (岡田館), den Wohnsitz des wichtigen Vasallen der Sōma, der Okada.
Nach der Meiji-Restauration im Jahr 1868 wurden alle Bauwerke abgerissen, nur das innere Haupttor (大手一門, Ōte-ichimon; H) blieb erhalten. Weiter ist ein Teil der Wassergräben im Norden und Osten erhalten geblieben.
Die Burg hieß auch Burg Baryū (馬陵城, -jō). Damit wird auf einen Ortsnamen (im Chinesischen: Maling) in den chinesischen Frühlings- und Herbstannalen Bezug genommen. Der Name lebt als Bezeichnung für den Burgpark fort: Baryū-kōen (馬陵公園).